# Jan Leipnitz
Jan Leipnitz (geb. um 1975 in Schkeuditz bei Leipzig) ist ein deutscher Jazzmusiker (Schlagzeug).
Leipnitz begann als Teenager in Hardcore-Bands zu spielen. Mit 20 Jahren zog er nach Berlin, studierte Philosophie an der Humboldt-Universität und später Jazz-Schlagzeug an der Universität der Künste, jeweils ohne formalen Abschluss. Er lebte dann für einige Zeit in Neuseeland und Australien. Im Laufe seiner Karriere spielte er mit Musikern wie Gebhard Ullmann, Marty Cook, Gerhard Gschlößl, Wanja Slavin, Giorgio Pacorig, Andy Sugg, Jonathan Crayford, Kris Wanders, Jeff Henderson, Paul Dyne, Felix Wahnschaffe, Henrik Walsdorff, Rudi Mahall, Joe Haider, Dale Barlow und Sandhy Sondoro. Des Weiteren schrieb er die Musik für den Kurzfilm Tangled (2000).

## Diskographische Hinweise
- Gerhard Gschlößl/Gebhard Ullmann/Johannes Fink/Jan Leipniz: GULF of Berlin (Jazzwerkstatt Berlin, 2014)[2]
- Cordula Hamacher Quartett: Abstract Truth (Cord Records, 2017), mit Zoran Terzić, Johannes Fink, John Schröder
- Ralf Ruh Trio: Standards and More (Octason, 2017), mit Lars Guhlcke
- Gebhard Ullmann/Gerhard Gschlößl/Johannes Fink/Jan Leipnitz/Michael Haves: GULFH of Berlin (ESP-Disk, 2021)[3]